# Пахтакор (стадіон)
Центральний стадіон «Пахтакор» (узб. Paxtakor Markaziy Stadioni) —— один з головних стадіонів Узбекистану, розташований в самому центрі Ташкента. 
Стадіон побудований в 1956 році, у 1996-му був капітально відремонтований. Вміщає 35 тисяч чоловік. 
Є домашньою ареною команди «Пахтакор», тут також проводять деякі матчі збірна Узбекистану. Також проводяться інші великі спортивні заходи, концерти та розважальні заходи.